# Franz Josef Hinkelammert

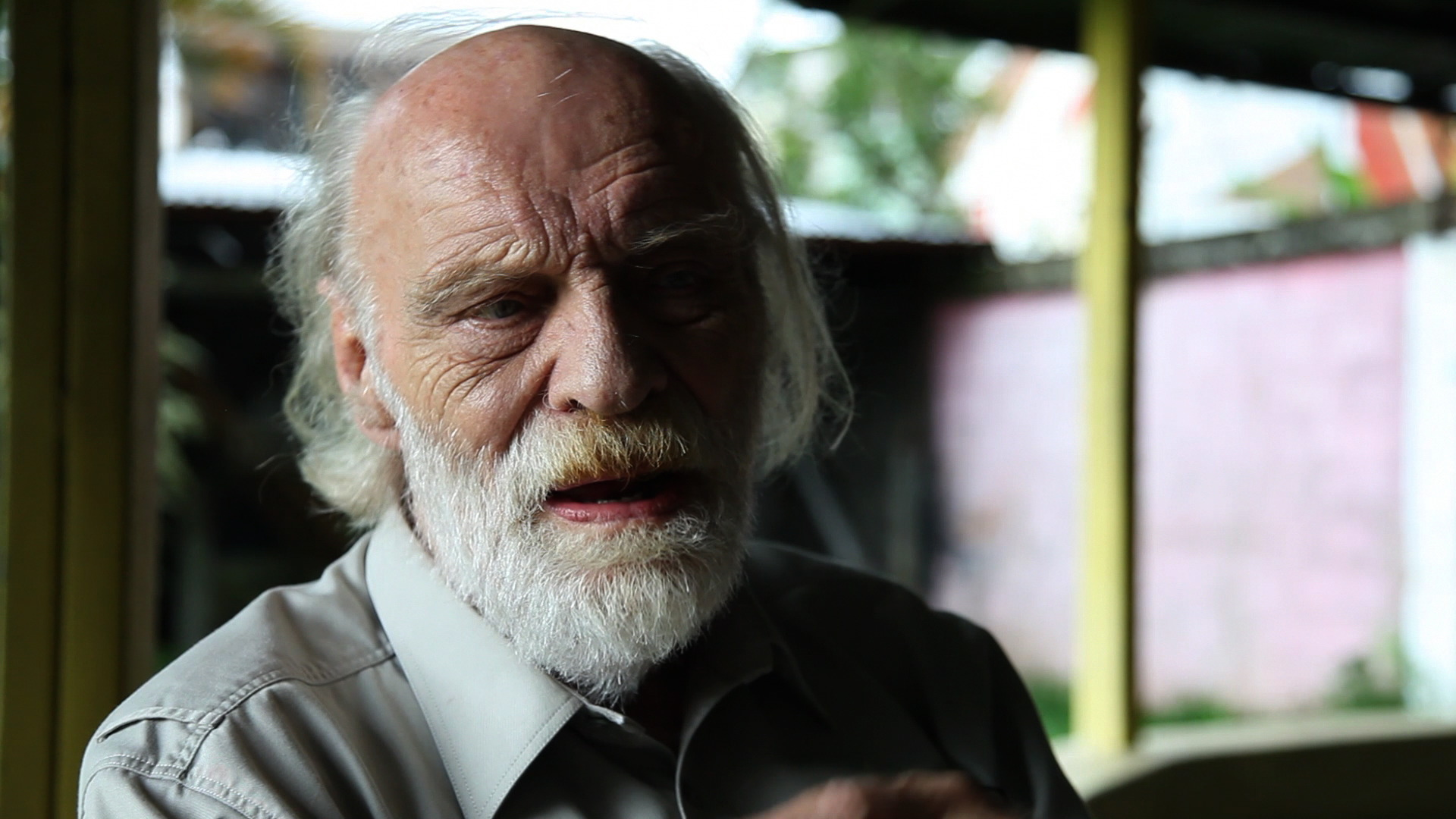
Franz Hinkelammert 2012

Franz Josef Hinkelammert (* 12. Januar 1931 in Emsdetten; † 16. Juli 2023 in San José, Costa Rica) war ein deutschstämmiger und zuletzt in Lateinamerika lebender Ökonom und Befreiungstheologe.

## Leben
Franz Josef Hinkelammert wurde 1931 in Emsdetten im Münsterland geboren. Er studierte Wirtschaftswissenschaften und promovierte an der FU Berlin mit einer grundlegenden Arbeit zur sowjetischen Planwirtschaft.
In den 1960er Jahren ging er für die Konrad-Adenauer-Stiftung nach Chile und lehrte an der Päpstlichen Katholischen Universität von Chile in Santiago de Chile. Als der linke Flügel der christdemokratischen Partei Chiles sich dem Wahlbündnis Unidad Popular anschloss, wurde Hinkelammert nach dem Wahlsieg Salvador Allendes 1970 ökonomischer Berater der neuen Regierung. Nach dem Militärputsch in Chile 1973 konnte sich Hinkelammert in der deutschen Botschaft vor einer Verhaftung retten und kehrte zunächst nach Deutschland zurück.
1976 kehrte Hinkelammert nach Lateinamerika zurück. Er gründete mit Pablo Richard, Hugo Assmann und anderen in Costa Rica das Departamiento Ecumenico de Investigaciones als interdisziplinär arbeitendes Forschungsinstitut der Befreiungstheologie. Franz Hinkelammert lebte bis zu seinem Tod  2023 in Lateinamerika und publizierte in spanischer Sprache. Er veröffentlichte grundlegende Arbeiten „zum wissenschaftstheoretischen Status und zur Methode der Theologie, zu zentralen theologischen Themen wie etwa der Auferstehungshoffnung in Auseinandersetzung mit der Marx’schen Religionskritik, zur Fetischismusanalyse und zu bibeltheologischen Themen“. Er unterzog in seinen Veröffentlichungen die neoliberale Ökonomie und deren Vertreter Milton Friedman und Friedrich Hayek sowie den Philosophen und Wissenschaftstheoretiker Karl Popper grundlegender Kritik.
2006 wurde Franz Hinkelammert in Venezuela als erster Preisträger des Premio Libertador („Befreierpreis“) gewählt.
Franz Hinkelammert starb im Juli 2023 im Alter von 92 Jahren.

## Veröffentlichungen (Auswahl)
- Die ideologischen Waffen des Todes. Zur Metaphysik des Kapitalismus. Edition Liberación, Münster 1985, ISBN 3-923792-10-7
- Kritik der utopischen Vernunft. Eine Auseinandersetzung mit den Hauptströmungen der modernen Gesellschaftstheorie. Edition Exodus, Luzern 1994, ISBN 3-905575-92-2, (online (PDF))
- Der Schrei des Subjekts. Vom Welttheater des Johannesevangeliums zu den Hundejahren der Globalisierung., Edition Exodus, Luzern 2001, ISBN 3-905577-46-1
- Leben ist mehr als Kapital. Alternativen zur globalen Diktatur des Eigentums (mit Ulrich Duchrow). Publik-Forum-Verlagsgesellschaft, Oberursel 2002, ISBN 978-3-88095-117-4
- mit Ulrich Duchrow: Marx, Luther & Müntzer: Dialektik der Praxis – Humanistische Bewegungen und Ökumene der Religionen, Zeitschrift Sozialismus. Supplement zu Heft 9/2018, ISBN 978-3-89965-894-1
- Befreiung denken. Grenzgänge zwischen Kontinenten und Wissenschaften. Bearbeitet und herausgegeben von Norbert Arntz, Edition ITP-Kompass und Edition Exodus, Münster / Luzern 2011, ISBN 978-3-9813562-1-2 (online (PDF))
- Die Dialektik und der Humanismus der Praxis. Mit Marx gegen den neoliberalen kollektiven Selbstmord, VSA Verlag, Hamburg 2020, ISBN 978-3-96488-056-7 (Buch als pdf). Dazu die Rezension von Ulrich Duchrow: Humanismus der Praxis. Der Befreiungstheologe Franz J. Hinkelammert fordert eine Kultur des Lebens. In: nd Der Tag vom 12. Januar 2021, S. 12.